# Паэс, Аарон
Анибаль Аарон Паэс Кардосо (исп. Aníbal Aaron Páez Cardozo; род. 3 февраля 2005) — парагвайский футболист, нападающий клуба «Олимпия» (Асунсьон).

## Клубная карьера
Паэс — воспитанник клуба «Олимпия». 26 июня 2022 года в матче против «12 октября» он дебютировал в парагвайской Примере. В своём дебютном сезоне игрок помог клубу выиграть чемпионат.

## Достижения
Клубные
 «Олимпия» (Асунсьон)
- Победитель парагвайской Примеры (1) — Клаусура 2022